# Forcello
Forcello è una frazione del comune italiano di Stagno Lombardo. Costituì un comune autonomo fino al 1867.